# Max Baldry
Maxim Alexander "Max" Baldry (Londres, 5 de gener de 1996) és un actor anglès que interpretà el personatge Stepan a la pel·lícula Les vacances de Mr. Bean. També va aparèixer a Kleine Eisbär 2 (El petit Os Polar 2: L'illa misteriosa (2005) i en tres episodis de la sèrie de televisió Roma interpretant el personatge històric de Cesarió, fill de Juli Cèsar i Cleòpatra VII.
Tot i que va néixer a Londres, Max Baldry es va educar a Moscou, a Rússia i a Varsòvia, Polònia, on va anar a l'escola mentre el seu pare treballava per l'empresa Cadbury, abans de tornar finalment a Anglaterra l'any 2003. Parla rus i anglès amb fluïdesa. El 2008 va començar els seus estudis a la Stoke Mandeville Combined School, una prestigiosa escola de Buckinghamshire, a Anglaterra, on va participar en múltiples activitats esportives. També va assistir a classes de dansa, cant i teatre a l'escola teatral Jackie Palmer. Els seus pare són Simon Baldry i Carina Baldry.

## Filmografia
| Any  | Pel·lícula               | Paper   |
| ---- | ------------------------ | ------- |
| 2005 | El petit Os Polar 2      | Chucho  |
| 2007 | Les vacances de Mr. Bean | Stepan  |
| 2007 | Roma (3 episodis)        | Cesarió |